# PASSION (SunSet Swishのアルバム)
『PASSION』（パッション）は、日本のバンドSunSet Swishの2作目のアルバム。

## 概要
1stアルバム『あなたの街で逢いましょう』から1年8ヶ月ぶりとなるアルバム。6thシングル『モザイクカケラ』から、本作の1ヶ月前にリリースされた9thシングル『I Love You』までのシングル4曲およびカップリング曲2曲を含む全15曲を収録。
初回プレス版は、各シングル作品のビデオクリップ等が収録されたDVD付き。

## 収録曲
1. スーパーカー [3:58]
（作詞・作曲：石田順三 編曲：鶴谷崇・SunSet Swish）
2. 恵みの種 [4:14]
（作詞：佐伯大介 作曲：石田順三 編曲：Jin Nakamura・SunSet Swish）
3. I Love You [4:33]
（作詞・作曲：石田順三 編曲：島田昌典・SunSet Swish）
9thシングル。
4. コロナ [5:00]
（作詞・作曲：石田順三 編曲：島田昌典・SunSet Swish）
5. Good Morning [4:50]
（作詞・作曲：石田順三 編曲：Jin Nakamura・SunSet Swish）
6. Bye-Bye [5:09]
（作詞・作曲：石田順三 編曲：Jin Nakamura・SunSet Swish）
8thシングルのカップリング曲。
7. ありがとう （Album Version） [5:29]
（作詞・作曲：石田順三 編曲：鶴谷崇・SunSet Swish）
7thシングル。冒頭と最後の部分には、劣化したカセットテープで再生したようなノイズがかけられている。
8. Smile [2:15]
（作詞・作曲・編曲：SunSet Swish）
曲製作から収録まで、すべてメンバーのみで作り上げた曲。
9. I'm Sorry [4:36]
（作詞・作曲：石田順三 編曲：松浦晃久・SunSet Swish）
10. モザイクカケラ [4:31]
（作詞・作曲：石田順三 編曲：坂本昌之・SunSet Swish）
6thシングル。
11. HERO [4:42]
（作詞：冨田勇樹 作曲：石田順三 編曲：松浦晃久・SunSet Swish）
12. 輝き [5:35]
（作詞：SunSet Swish 作曲：石田順三 編曲：坂本昌之・SunSet Swish）
6thシングルのカップリング曲。
13. 夏色パズル [3:58]
（作詞：冨田勇樹 作曲：石田順三 編曲：松浦晃久・SunSet Swish）
14. カスミソウ [4:02]
（作詞：佐伯大介 作曲：石田順三 編曲：鶴谷崇・SunSet Swish）
15. PASSION [5:44]
（作詞・作曲：石田順三 編曲：松浦晃久・SunSet Swish）
8thシングル。アルバムのタイトル曲である。

## 演奏[1]
- 佐伯大介
  - Vocal
  - Backing Vocal (#1.2.3.5.6.7.9-15)
- 石田順三
  - Piano (#1.2.5.6.7.11.13.15)
  - Wurlitzer (#3.7)
  - Rhodes (#8.14)
  - Synthesizer (#14)
  - Backing Vocal (#1.2.3.6-12.15)
- 冨田勇樹
  - Electric Guitar (#1-5.7.9-15)
  - Acoustic Guitar (#2.4-10.12.13.15)
  - 12 Strings Electric Guitar (#13)
  - Whistle (#1)
  - Backing Vocal (#3.7.8.12.13.14.15)
- 鶴谷崇
  - Hammond Organ & Programming (#1.7.14)
  - Synthesizer (#7.14)
- 河野充生：Bass (#1.7)
- 浜崎大地：Drums (#1.7)
- 田邊晋一
  - Percussion (#1.3.7.14)
  - Glockenspiel (#14)
- 弦一徹ストリングス：Strings (#1.2.5.6.10.12)
- Jin Nakamura：Programming & All Other Instruments (#2.5.6)
- 島田昌典
  - Keyboards (#3)
  - Hammond Organ (#3.4)
  - Piano, Mellotron & Tambourine (#4)
- 松永俊弥：Drums (#3)
- スティング宮本：Bass (#3)
- 佐々木史郎、佐久間勲：Trumpet (#3)
- 河合わかば、橋本佳朗：Trombone (#3)
- 本田雅人：Alto Saxophone (#3)
- 吉田治：Tenor Saxophone (#3)
- 沖山優司：Bass (#4.15)
- 河村“カースケ”智康：Drums (#4)
- 真部裕ストリングス：Strings (#4)
- 松浦晃久
  - Percussion(#9)
  - Synthesizer (#9.11)
  - Programming (#9.11.15)
  - Vox Organ (#13)
  - Keyboards, Hammond Organ (#15)
- 坂本昌之：Piano & Programming (#10.12)
- 古川望：Electric Guitar (#10)
- 富倉安生：Bass (#10)
- 山木秀夫：Drums (#10)
- 岡雄三：Bass (#11.13)
- 小田原豊：Drums (#11.13)
- 松下誠：Electric Guitar & Acoustic Guitar (#12)
- 美久月千晴：Bass (#12)
- 江口信夫：Drums (#12)
- あらきゆうこ：Drums (#15)
- 小池弘之ストリングス：Strings (#15)